# 羅傑·安川

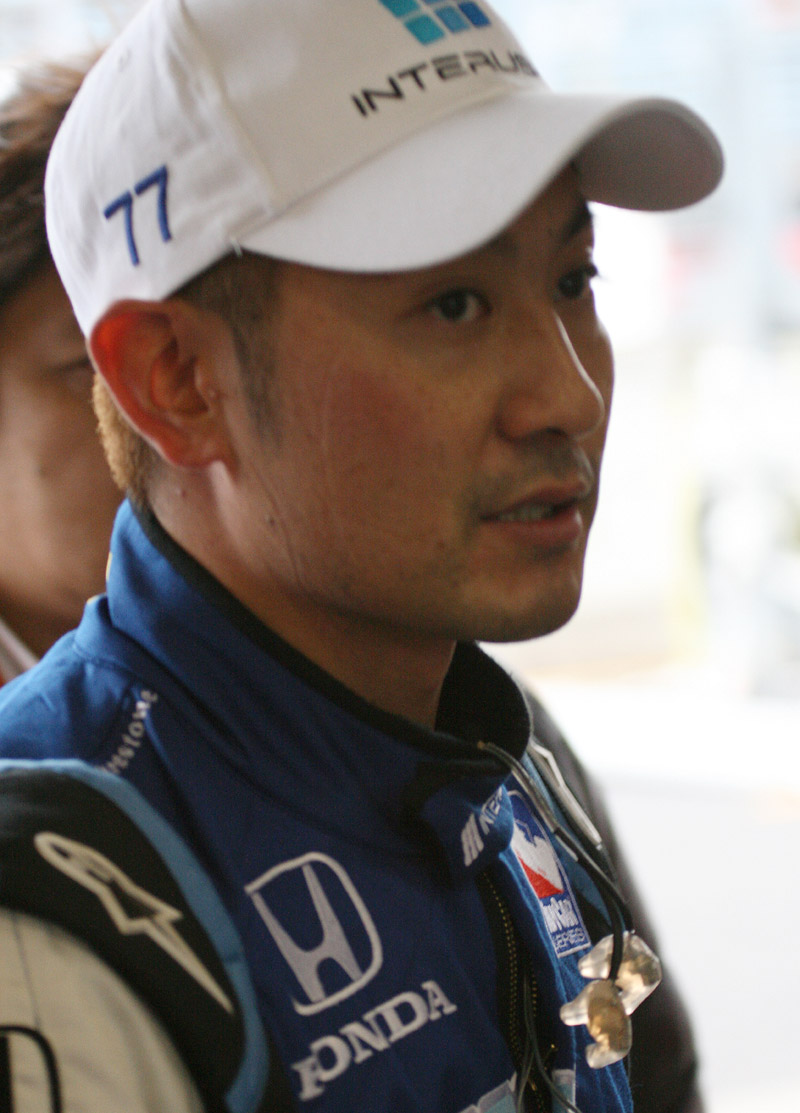
羅傑·安川

羅傑·安川（Roger Yasukawa，ロジャー安川，1977年10月10日—），日裔美國印地賽車車手。他出身於洛杉磯，十歲開始駕駛卡丁車，隨後到意大利學習駕駛賽車，曾參加世年青年錦標賽。及後回到美國，開始駕駛印地賽車。

## 參賽年表
- 1991年 - 加州青年卡丁車錦標賽冠軍
- 1993年 - 世界青年卡丁車錦標賽 (進入決賽)
- 1996年 - 意大利Centro Assistenza卡丁車錦標賽冠軍
- 1997年 - Vauxhall方程式青年組冠軍

## 相關網站
- Roger Yasukawa's Official Web Site (日語)